# Maestro de la Redención del Prado

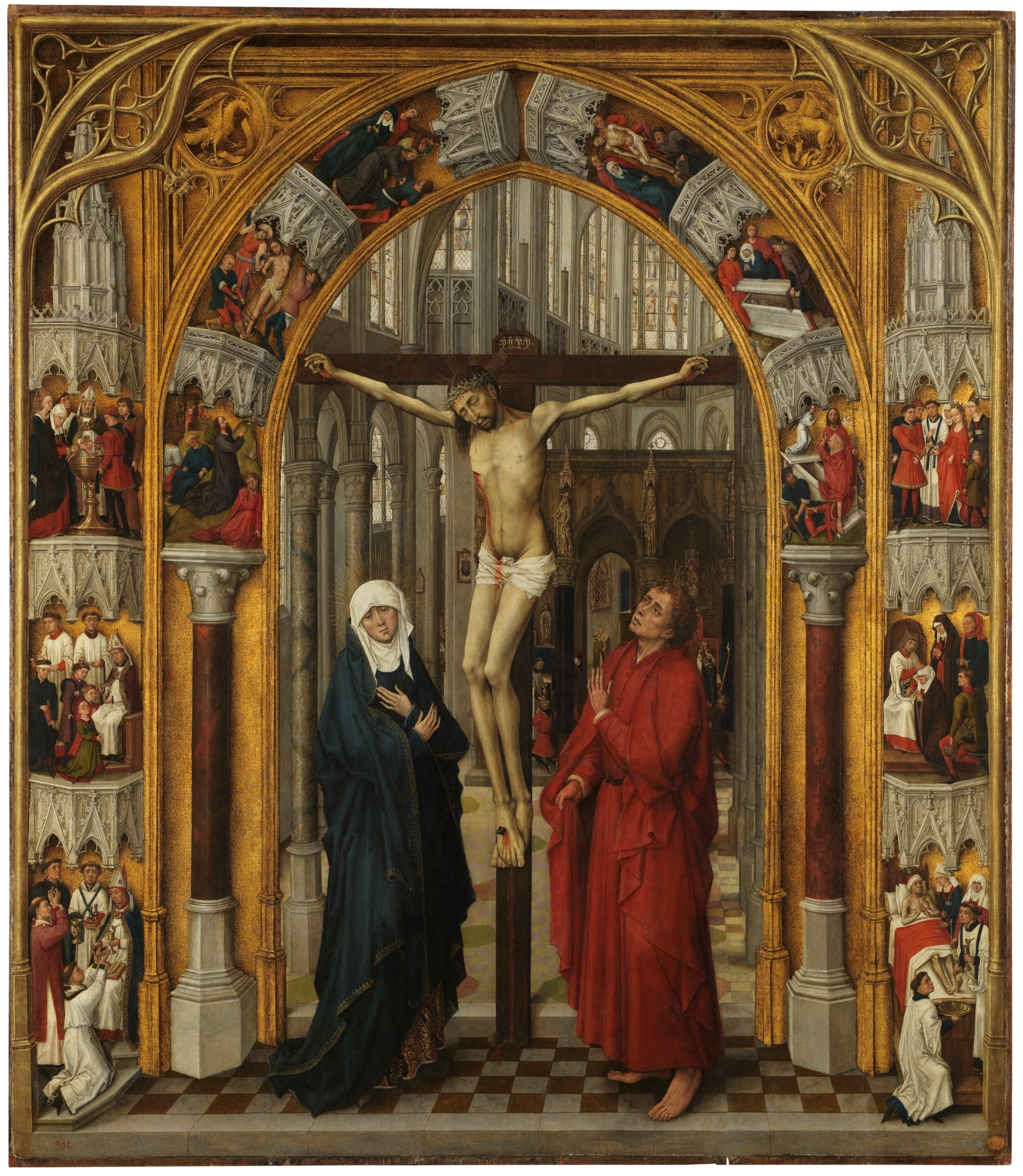
La crucifixión, tabla central del Tríptico de la Redención, óleo sobre tabla, 195 x 172 cm, Madrid, Museo del Prado.

Maestro de la Redención del Prado es la denominación convencional por la que se conoce a un pintor anónimo flamenco activo en la segunda mitad del siglo XV, a quien se atribuye el Tríptico de la Redención del Museo del Prado, del que toma el nombre, y un grupo de obras igualmente anónimas que a juicio de los especialistas podrían haber sido pintadas por el mismo artista.
La personalidad artística de este maestro, pálido imitador de Rogier van der Weyden y aparentemente autor de cierto número de obras atribuidas antiguamente al taller de Van der Wyden si es que no al propio Rogier, según lo definió Erwin Panofsky, comenzó a formarse a principios del siglo XX, cuando Valerian von Loga reunió algunas obras rogierescas, varias de ellas localizadas en España y que, como el tríptico del Prado, se atribuían al propio Van der Weyden, para formar con ellas un grupo de tablas que pensó podrían ser atribuidas a Juan de Flandes. En 1929 el historiador del arte belga Georges Hulin de Loo hizo del grandioso tríptico de la Redención del Prado, que aún se atribuías a Weyden en las salas del museo, cabeza de serie de un grupo más o menos homogéneo de pinturas que atribuyó a quien creía el discípulo más cercano del maestro bruselés, Vrancke van der Stockt. La lista así formada de obras que consideraba habían salido de su propia mano o de su taller incluía el Juicio Final del ayuntamiento de Valencia y la Presentación de la Virgen en el templo del Escorial, un Descendimiento de la Cruz de Múnich (Alte Pinakothek), la Anunciación del Museo de Bellas Artes de Dijon y un elevado número de piezas.
La propuesta de Hulin de Loo, aunque con reservas, fue generalmente bien aceptada, para acabar siendo desechada al no existir ninguna pintura que se haya podido documentar como suya y no haber pruebas de que realmente pintase cualquiera de las que se le atribuyen.
Descartada la identificación con Vrancke van der Stockt, al anónimo autor del Tríptico de la Redención del Prado, recuperando una denominación que ya se le dio en 1935, podrían serle asignadas, en opinión de Lorne Campbell, la Presentación de la Virgen en el templo del Monasterio de El Escorial, la Resurrección de Lázaro, de la colección del marqués de Campo Real, San Juan con un donante y Santa Margarita con una donante, tablas laterales de un desaparecido tríptico conservadas respectivamente en el Allen Memorial Art Museum de Oberlin (Ohio) y en la Universidad de Rochester (Nueva York), y dos tablas más procedentes así mismo de un tríptico desmembrado: Adán y Eva llorando la muerte de Abel y Jacob lamentándose ante el manto de José, Kiev, Khanenko National Museum of Art. En el catálogo de la pintura flamenca del siglo XV del Museo del Prado, José Pérez Preciado dice adscrito sin duda al Maestro de la Redención también el Tríptico del Juicio Final, repartido entre el ayuntamiento de Valencia (Museu Històric Municipal de València), propietario de la tabla central, y el Museo de Bellas Artes de Valencia, en el que se encuentran depositadas las tablas laterales, si bien Campbell, que participó como asesor en la elaboración del catálogo del Prado, estima que con la mezcla de elementos tomados de Rogier van der Weyden, Dirk Bouts y Hans Memling, podría considerarse obra de un seguidor, pero no de su mano.
Por otra parte, las tablas del llamado Maestro de Sopetrán, por proceder del monasterio benedictino de Santa María de Sopetrán (Guadalajara), que se creían pintadas por un artista hispano flamenco se han demostrado en los análisis técnicos pintadas en los Países Bajos y por sus deudas formales con Van der Weyden han pasado a ser asignadas a un seguidor del Maestro de la Redención del Prado.